# Elecciones federales de Malasia de 1959
Las primeras elecciones federales de Malasia desde su independencia, segundas en general contando el establecimiento del Consejo Legislativo Federal, se llevaron a cabo el 19 de agosto de 1959, para escoger a los miembros del primer parlamento de la Federación Malaya. Fue el tercer evento electoral a nivel nacional celebrado en Malasia desde el final de la Segunda Guerra Mundial. La Federación Malaya formó posteriormente Malasia con otros tres estados en 1963. La votación tuvo lugar en los 104 distritos electorales parlamentarios de la Federación, cada uno eligiendo a un miembro del Dewan Rakyat, la cámara dominante del parlamento. El día de la nominación fue el 19 de agosto de 1959. La participación electoral fue del 73.3%.
En las elecciones, la coalición conocida como Partido de la Alianza (o simplemente Alianza) emergió como vencedora. La coalición, conformada por la Organización Nacional de los Malayos Unidos (UMNO), la Asociación China de Malasia (MCA), y el Congreso Indio de Malasia (MIC), ganó 74 de 104 escaños en el Dewan Rakyat con solo el 51.8% de los votos totales. La oposición en su conjunto obtuvo 30 escaños con el 48.3% de los votos totales. Al tener una mayoría de más del 70%, la Alianza pudo formar un gobierno y sancionar la nueva constitución malaya. Cuando se anunciaron los resultados en la mañana del 20 de agosto, solo fueron distribuidos 103 escaños, ya que las elecciones en la circunscripción de Kedah Tengah se retrasaron hasta el 30 de septiembre. La Alianza ganó dicho escaño con Khir Johari como candidato.
Antes de la elección parlamentaria, se celebraron elecciones estatales en los 282 distritos electorales estatales de 11 estados de Malaya del 20 de mayo al 24 de junio de 1959, eligiendo cada uno un miembro de la Asamblea Legislativa al Dewan Undangan Negeri.
Tres candidatos de la Alianza triunfaron sin oposición.

## Disolución de las Asambleas Legislativas Estatales
| Estado          | Nominación          | Elección estatal    |
| --------------- | ------------------- | ------------------- |
| Perlis          | 15 de abril de 1959 | 20 de mayo de 1959  |
| Kedah           | 15 de abril de 1959 | 20 de mayo de 1959  |
| Malaca          | 18 de abril de 1959 | 23 de mayo de 1959  |
| Perak           | 22 de abril de 1959 | 27 de mayo de 1959  |
| Selangor        | 25 de abril de 1959 | 30 de mayo de 1959  |
| Negeri Sembilan | 28 de abril de 1959 | 2 de junio de 1959  |
| Penang          | 2 de mayo de 1959   | 6 de junio de 1959  |
| Johor           | 6 de mayo de 1959   | 10 de junio de 1959 |
| Pahang          | 13 de mayo de 1959  | 27 de junio de 1959 |
| Terengganu      | 16 de mayo de 1959  | 20 de junio de 1959 |
| Kelantan        | 20 de mayo de 1959  | 24 de junio de 1959 |

## Resultados

### Dewan Rakyat
|  | 35.75 % |

|  | 50.00 % |

|  | 15.00 % |

|  | 18.27 % |

|  | 1.02 % |

|  | 2.88 % |

|  | 51.77 % |

|  | 71.15 % |

|  | 21.27 % |

|  | 12.50 % |

|  | 9.71 % |

|  | 5.77 % |

|  | 3.20 % |

|  | 1.92 % |

|  | 12.91 % |

|  | 7.69 % |

|  | 6.29 % |

|  | 3.85 % |

|  | 2.11 % |

|  | 0.96 % |

|  | 0.87 % |

|  | 0.96 % |

|  | 4.80 % |

|  | 2.88 % |

### Resultado por estado
|  | 59.63 % |

|  | 77.76 % |

|  | 40.37 % |

|  | 65.31 % |

|  | 71.87 % |

|  | 26.66 % |

|  | 7.22 % |

|  | 0.82 % |

|  | 68.38 % |

|  | 71.17 % |

|  | 31.45 % |

|  | 0.17 % |

|  | 47.63 % |

|  | 70.33 % |

|  | 37.42 % |

|  | 11.84 % |

|  | 0.88 % |

|  | 2.22 % |

|  | 44.05 % |

|  | 73.11 % |

|  | 38.19 % |

|  | 10.84 % |

|  | 2.85 % |

|  | 4.07 % |

|  | 51.05 % |

|  | 70.46 % |

|  | 25.18 % |

|  | 15.08 % |

|  | 2.37 % |

|  | 6.33 % |

|  | 66.91 % |

|  | 72.74 % |

|  | 21.47 % |

|  | 11.62 % |

|  | 44.33 % |

|  | 73.64 % |

|  | 30.36 % |

|  | 7.94 % |

|  | 3.96 % |

|  | 2.03 % |

|  | 11.38 % |

|  | 51.82 % |

|  | 76.80 % |

|  | 16.66 % |

|  | 10.92 % |

|  | 6.01 % |

|  | 14.60 % |

|  | 59.18 % |

|  | 80.38 % |

|  | 16.25 % |

|  | 12.58 % |

|  | 11.63 % |

|  | 0.35 % |

|  | 65.68 % |

|  | 77.20 % |

|  | 14.20 % |

|  | 9.34 % |

|  | 2.34 % |

|  | 1.01 % |

|  | 7.44 % |

### Asambleas Legislativas Estatales
| Estado                 | Alianza | PAS    | SF     | PAP    | PPP   | Negara | Independientes | Gobernador electo        | Partido | Partido        |
| ---------------------- | ------- | ------ | ------ | ------ | ----- | ------ | -------------- | ------------------------ | ------- | -------------- |
| Perlis                 | 9/9     |        |        |        |       |        |                | Sheikh Ahmad Mohd Hashim |         | UMNO (Alianza) |
| Kedah                  | 24/24   |        |        |        |       |        |                | Omar Shahabuddin         |         | UMNO (Alianza) |
| Kelantan               | 2/30    | 28/30  |        |        |       |        |                | Ishak Lotfi Omar         |         | PAS            |
| Terengganu             | 7/24    | 13/24  |        |        |       | 4/24   |                | Mohd Daud Abdul Samad    |         | PAS            |
| Penang                 | 17/24   |        | 7/24   |        |       |        |                | Wong Pow Nee             |         | MCA (Alianza)  |
| Perak                  | 31/40   | 1/40   |        |        | 8/40  |        |                | Mohamed Ghazali Jawi     |         | UMNO (Alianza) |
| Pahang                 | 23/24   |        |        |        |       |        | 1/24           | Wan Abdulaziz Abdullah   |         | UMNO (Alianza) |
| Selangor               | 23/28   |        | 3/28   |        |       |        | 2/28           | Abu Bakar Baginda        |         | UMNO (Alianza) |
| Negeri Sembilan        | 20/24   |        | 3/24   |        |       |        | 1/24           | Mohamed Said Muhammad    |         | UMNO (Alianza) |
| Malacca                | 20/20   |        |        |        |       |        |                | Abdul Ghafar Baba        |         | UMNO (Alianza) |
| Johor                  | 28/32   |        | 3/32   |        |       |        | 1/32           | Hassan Yunus             |         | UMNO (Alianza) |
| Singapur               | 7/51    |        |        | 43/51  |       |        | 1/51           | Lee Kuan Yew             |         | PAP            |
| Gobernaciones en total | 9/12    | 2/12   |        | 1/12   |       |        |                |                          |         |                |
| Escaños en total       | 211/330 | 42/330 | 16/330 | 43/330 | 8/330 | 4/330  | 6/330          |                          |         |                |